# 50 Ophiuchi
50 Ophiuchi är en misstänkt variabel i stjärnbilden Ormbäraren.
50 Ophiuchi varierar mellan fotografisk magnitud +7,44 och 7,5 utan någon fastställd periodicitet. Den befinner sig på ett avstånd av ungefär 315 ljusår.